# Slunečný vršek

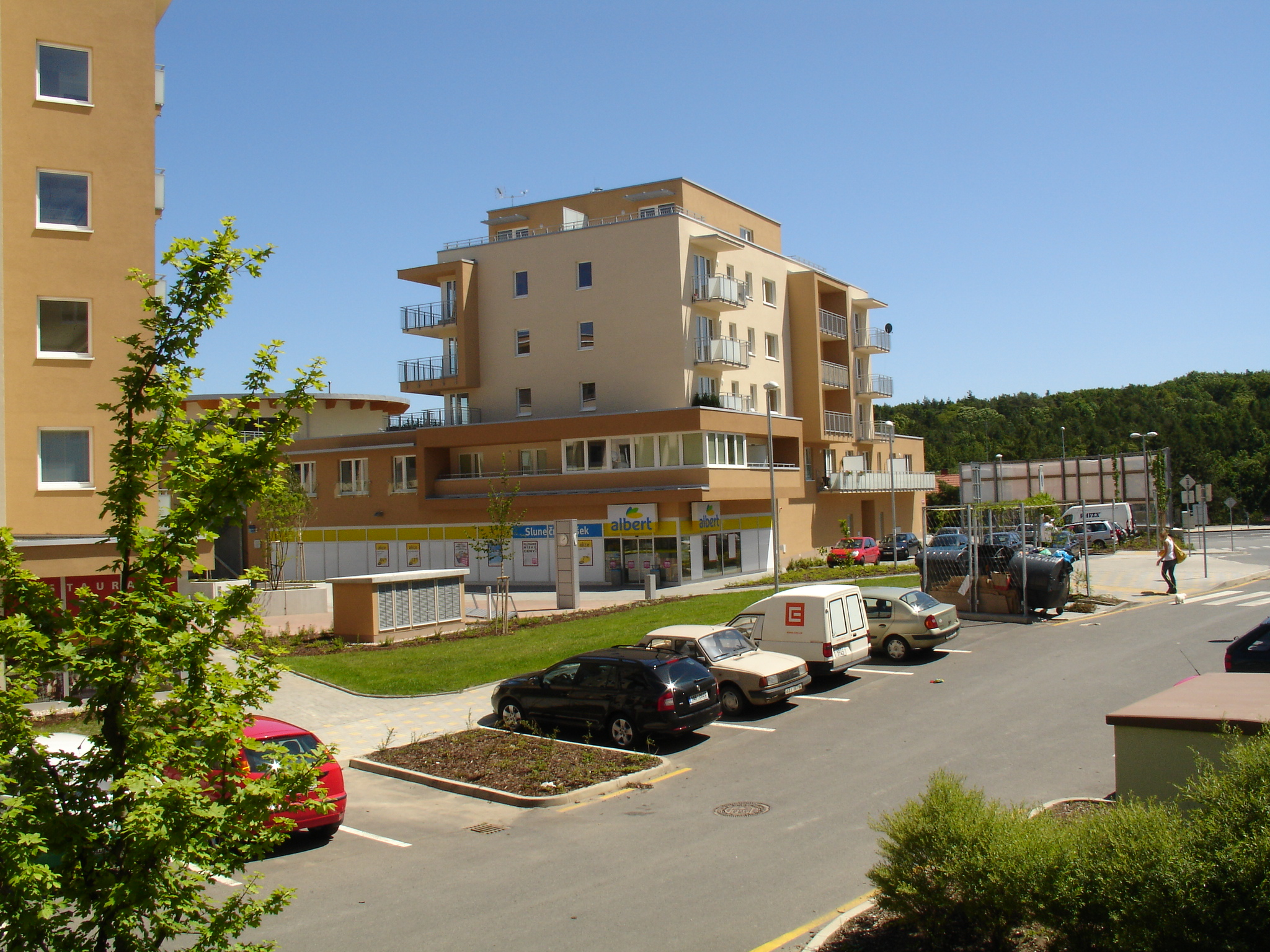
Slunečný vršek

Slunečný vršek je nový sídelní útvar na území Hostivaře v městské části Praha 15 na jihovýchodě hlavního města. Nachází se mezi ulicemi K Horkám, Doupovská a Přeštická ve výšce asi 270 m n. m. jižně od sídliště Košík, se kterým tvoří funkční celek.
Sídliště se skládá ze 14 bloků, označených A–N, které obsahují asi 1300 bytových jednotek.[zdroj?] V rámci jejich výstavby vznikly nové ulice Berlínská, Bratislavská, Rižská, Budapešťská a Athénská spolu s náměstím Přátelství. Obytný soubor byl stavěn v letech 2005-2016 dle návrhu studia A69 Architekti a projektu studia Hlaváček & partner.
V blízkosti se rozkládá Hostivařský lesopark s vodní nádrží a také přírodní památka Meandry Botiče.
Sídliště je napojeno autobusy městské dopravy především na stanici metra Skalka na lince A a stanici Opatov na lince C; existuje ale i přímé spojení s hostivařsko-malešickou průmyslovou oblastí.

## Galerie

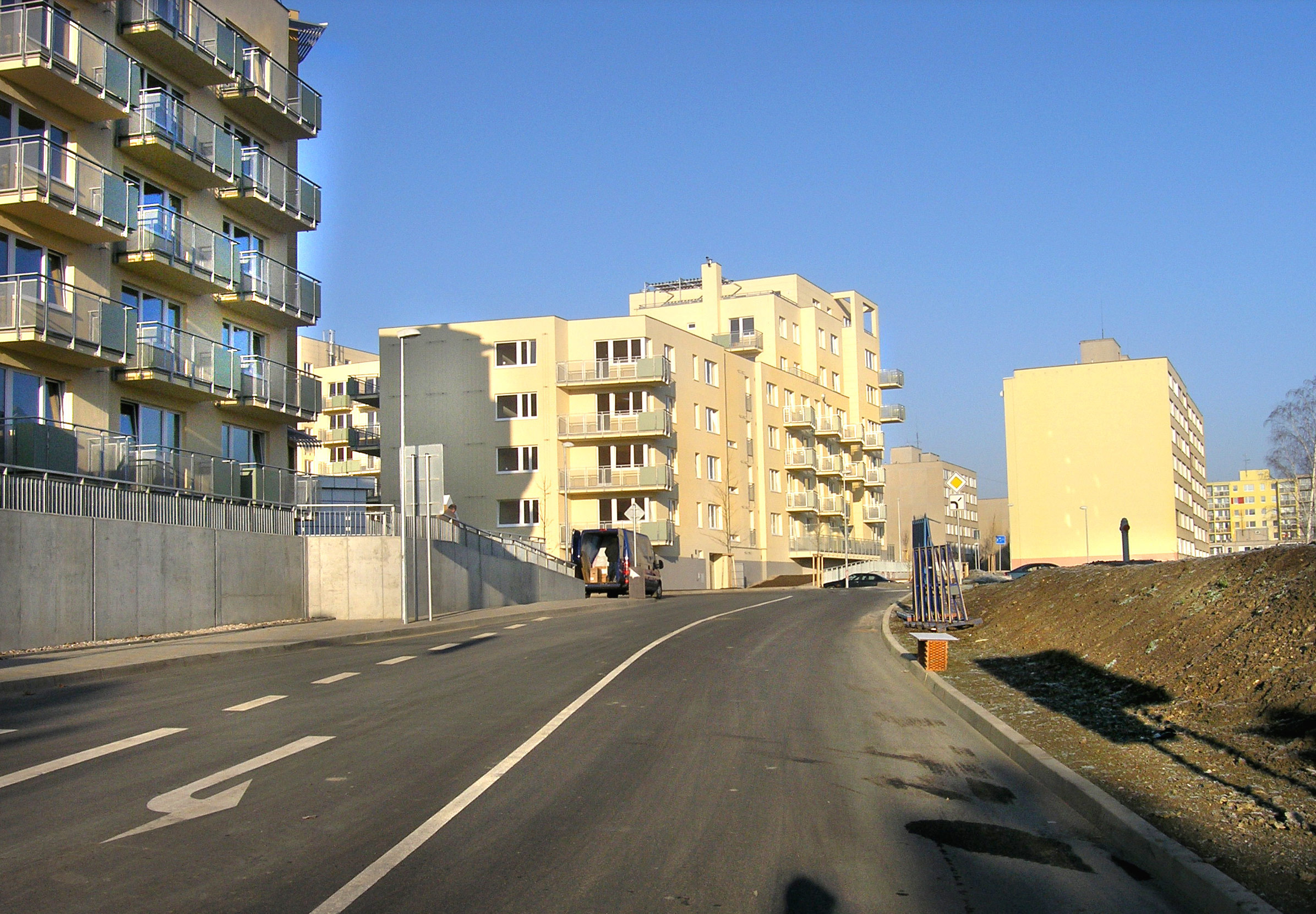
První fáze výstavby
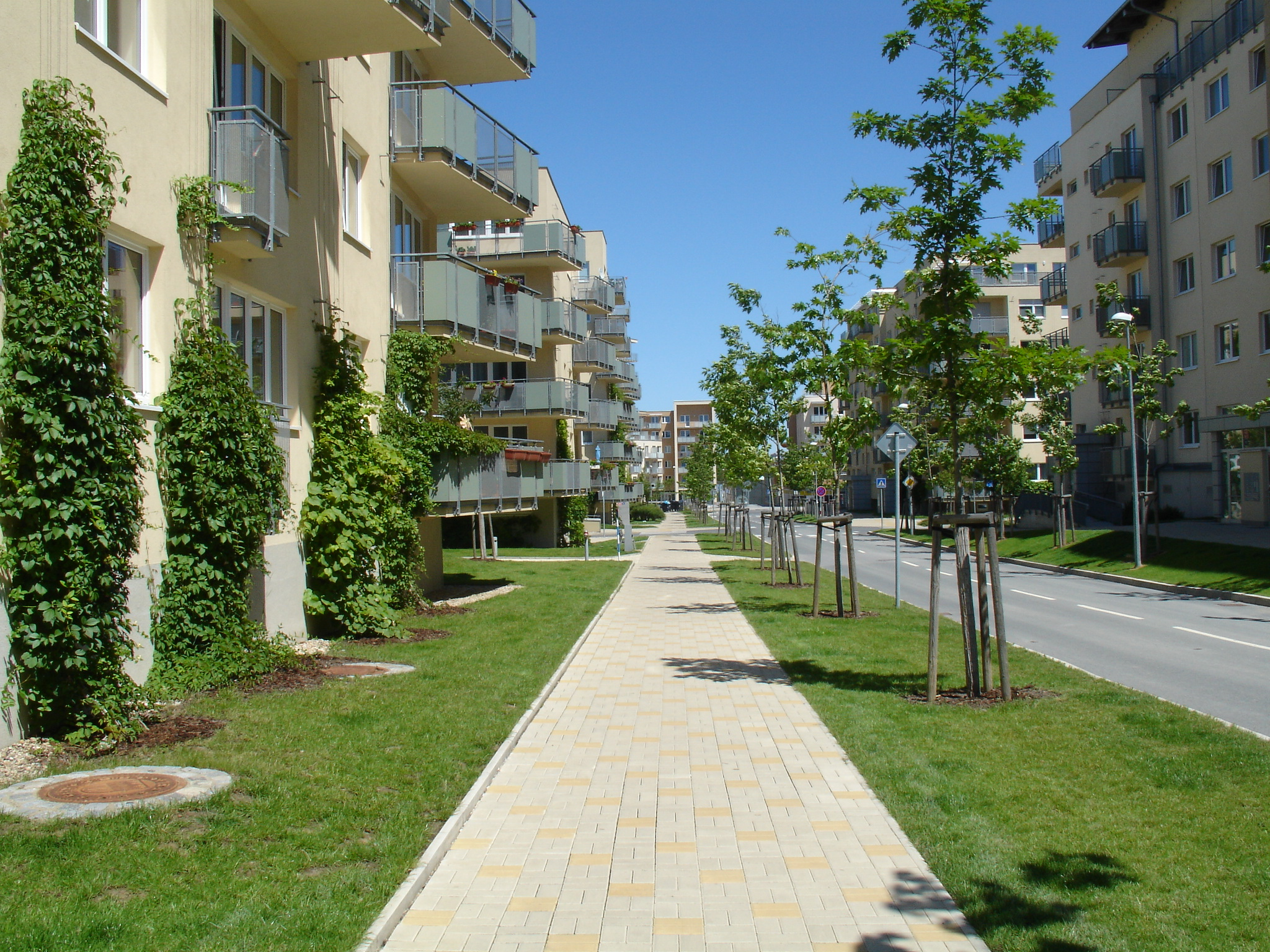
Současná hlavní třída – Bratislavská ulice
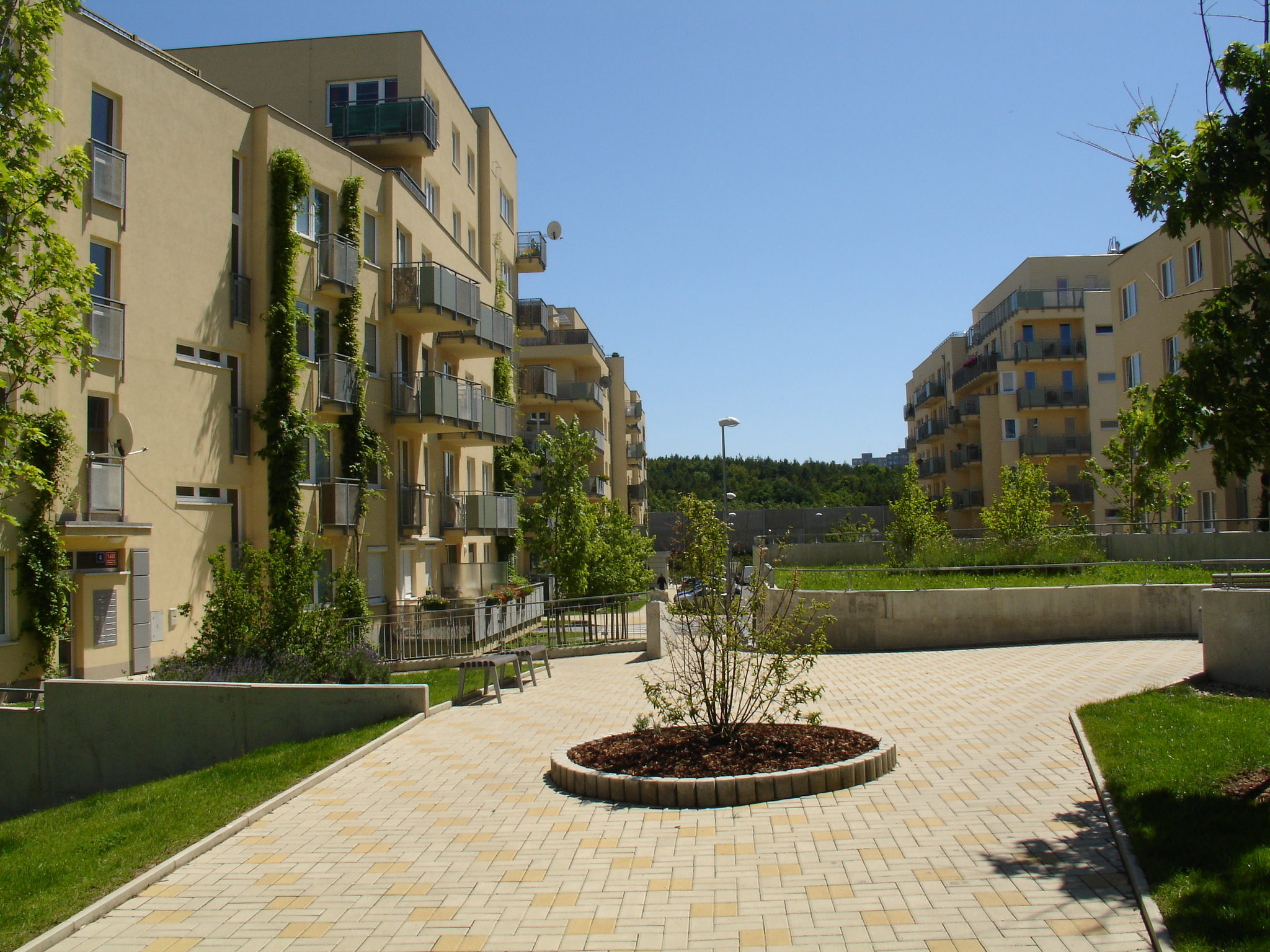
Budapešťská
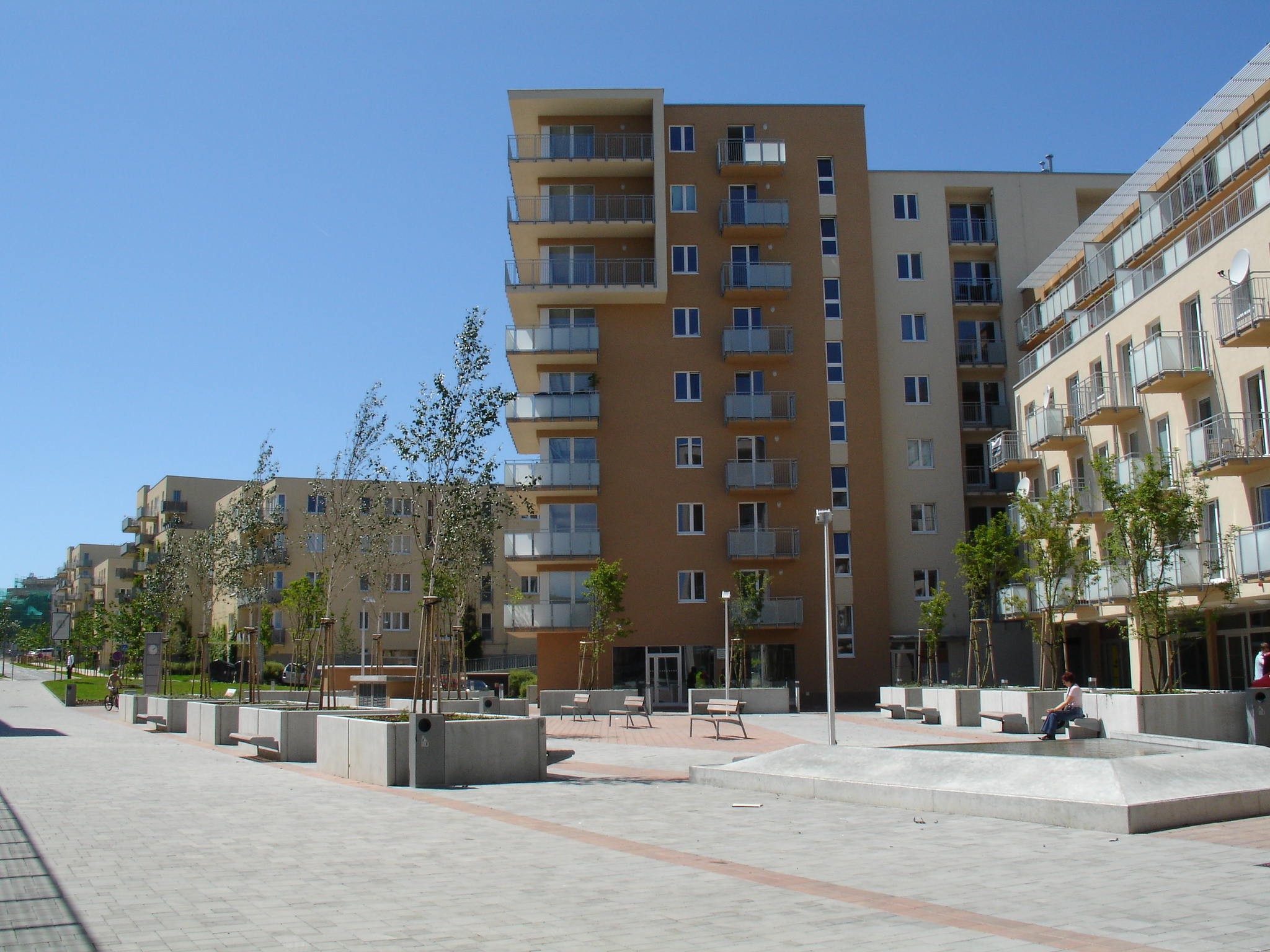
Náměstí Přátelství